# SB M (Südbahngesellschaft)
Die Dampflokomotivreihe SB M war eine Schmalspur-Tenderlokomotive der Südbahngesellschaft (SB), einer privaten Bahngesellschaft Österreich-Ungarns.
Die Lokalbahn Mödling–Hinterbrühl war die erste elektrische Bahn Europas, die für Dauerbetrieb geeignet war.
Dennoch hielt man es beim damaligen Stand der Technik für notwendig, eine Dampflok als Reserve anzuschaffen, die bei Ausfall der Stromversorgung zu Reparaturfahrten herangezogen werden sollte.
Die SB, die den Betrieb auf der Lokalbahn führte, bestellte dafür bei der Lokomotivfabrik Floridsdorf eine kleine, zweifach gekuppelte Tenderlokomotive mit Spurweite 1.000 mm.
Die Lokomotive wurde 1884 geliefert und zunächst als Reihe A, bald jedoch als Reihe M bezeichnet und erhielt die Betriebsnummer 1.
Die Bezeichnung als Reihe M geschah vermutlich in Anlehnung an das Reihenschema der kkStB, das im Falle von Schmalspurlokomotiven eine Benennung entsprechend dem ersten Einsatzort (Mödling) vorsah.
Die Maschine hatte beidseitig neben dem Kessel angebrachte Kondensatoren.
Die Wasservorräte waren im Rahmen unter dem Kessel und über den Achsen untergebracht.
Befeuert wurde sie mit Koks, um die Rauchentwicklung im Stadtgebiet niedrig zu halten.
Die Lokomotive entsprach den in sie gesetzten Erwartungen, wurde jedoch nur so sporadisch eingesetzt, dass sie bereits 1887 an die Waldbahn Koreničani in Slawonien vermietet und 1897 an sie verkauft wurde.